# 黑豹跳蛛
黑豹跳蛛（学名：Aelurillus m-nigrum）为跳蛛科豹跳蛛属的动物。分布于欧洲东南部以及中国大陆的新疆、湖南、江西、广西、四川等地。该物种的模式产地在欧洲。